# 小行星3510
小行星3510（英語：3510 Veeder）是一颗围绕太阳公转的小行星。1982年10月13日，愛德華·鮑威爾在可可尼诺县发现了此天体。
这颗小行星的绝对星等为15.80363311392172等。